# 林育庭
林育庭（1994年1月25日—）為臺灣女子籃球運動員。國小時期開始對籃球產生興趣，四年級時加入了校隊，國中後身高也迅速竄高，並且五個攻守位置皆能勝任，後逐漸朝後衛發展。2009年入選瓊斯盃中華女籃培訓隊，年僅15歲便成為國手，高一首次參加高中籃球聯賽時更成為賽史首位同時包辦新人王、MVP的女子組球員，國高中時期累積的優秀成績也使林育庭被譽為錢薇娟接班人。2012年開始職業生涯，效力於台灣WSBL超級籃球聯賽國泰人壽女子籃球隊至今，亦曾多次入選國家代表隊。

## 國手經歷

### 2013年
- 第三十五屆威廉瓊斯盃國際籃球邀請賽中華女籃代表隊
- 第六屆東亞運動會中華女籃代表隊
- 第二十七屆亞洲籃球錦標賽中華女籃代表隊

### 2014年
- 第三十六屆威廉瓊斯盃國際籃球邀請賽中華女籃代表隊
- 第十七屆仁川亞運籃球賽（女子組）中華女籃代表隊

### 2015年
- 第三十七屆威廉瓊斯盃國際籃球邀請賽中華女籃代表隊(藍隊)
- 第二十八屆亞洲籃球錦標賽中華女籃代表隊
- 第二十七屆韓國光州世大運中華女子籃球代表隊

### 2016年
- 第三十八屆威廉瓊斯盃國際籃球邀請賽中華女籃代表隊(藍隊)

### 2017年
- 第三十九屆威廉瓊斯盃國際籃球邀請賽中華女籃代表隊(藍隊)
- 第一屆亞洲盃籃球賽中華女籃代表隊
- 第二十九屆台灣台北世大運中華女子籃球代表隊

### 2018年
- 第四十屆威廉瓊斯盃國際籃球邀請賽中華女籃代表隊(藍隊)
- 第十八屆雅加達巨港亞運籃球賽（女子組）中華女籃代表隊

## 外部連結
- 林育庭在fiba.basketball（英语）
- 林育庭在fiba.basketball（英语）
- 林育庭在fiba.basketball（英语）
- 林育庭在archive.fiba.com（存檔）（英语）
- 林育庭在archive.fiba.com（存檔）（英语）
- 林育庭在archive.fiba.com（存檔）（英语）
- 林育庭在Eurobasket.com（球員）（英语）